# Spies in Disguise
Spies in Disguise (bra: Um Espião Animal; prt: Armados em Espiões) é um filme americano de animação 3D do gênero comédia produzido pela Blue Sky Studios e a 20th Century Fox Animation, e distribuído pela 20th Century Fox. Baseado no curta de 2009 “Pigeon: Impossible” de Lucas Martell, o filme é dirigido por Nick Bruno e Troy Quane, a partir de um roteiro escrito por Brad Copeland e Lloyd Taylor, e uma história por Cindy Davis. Protagonizado pelas vozes de Will Smith, Tom Holland, Karen Gillan, Rashida Jones, DJ Khaled, Ben Mendelsohn e Masi Oka. O filme foi lançado nos Estados Unidos e em Portugal em 25 de dezembro de 2019. A estreia no Brasil ocorreu em 23 de janeiro de 2020. É também o último filme de animação lançado o nome da 20th Century Fox, assim como o último filme lançado pela Blue Sky Studios, que encerrou suas atividades em 7 de Abril de 2021.

## Sinopse
Quando um evento inesperado acontece, Lance Sterling (voz de Will Smith), o melhor espião do mundo, precisa unir forças com o inventor Walter (voz de Tom Holland) para salvar o dia, enquanto está disfarçado de pombo.

## Elenco
- Will Smith como Lance Sterling. [5] No Brasil, Lázaro Ramos
- Tom Holland como Walter Beckett[5] No Brasil, Yan Gesteira
- Ben Mendelsohn como Killian[6]
- Rashida Jones como Marcy Kappel[6]
- Reba McEntire como Joy Jenkins[7]
- Rachel Brosnahan como Wendy Beckett[7]
- Karen Gillan como Olhos[6]
- DJ Khaled como Orelhas[6]
- Masi Oka como Katsu Kimura
- Carla Jimenez como Geraldine[8]

Olly Murs faz uma participação não creditada como Agente Júnior, enquanto Mark Ronson dá voz a um Técnico da Sala de Controle da Agência. A voz do carro de Lance, um Audi RSQ e-tron, é fornecida por Kimberly Brooks.

## Produção
Em 9 de outubro de 2017, foi anunciado que o desenvolvimento estava em andamento em um filme baseado no curta de 2009 Pigeon: Impossible, com Tom Holland e Will Smith emprestando a suas vozes aos personagens principais.
Em outubro de 2018, ganhou uma nova leva de dubladores, Ben Mendelsohn, Karen Gillan, Rashida Jones, DJ Khaled e Masi Oka emprestando suas respectivas vozes, e em setembro de 2019, Carla Jimenez foi adicionada também.
O filme é a estreia na direção de Nick Bruno, e a segunda de Troy Quane, após ter dirigido o curta Os Smurfs: Um Conto de Natal (2011).

## Música

### Trilha sonora
Em 12 de junho de 2018, foi noticiado que Theodore Shapiro iria compor a trilha sonora do filme. O álbum da trilha do filme foi lançado pela Hollywood Records e Fox Music em 27 de dezembro de 2019.

### EP trilha sonora
Em 11 de junho de 2019, foi anunciado que Mark Ronson seria o produtor executivo da música do filme. A chefe da Fox Music, Danielle Diego, expressou entusiasmo em trabalhar com Ronson, afirmando que "sua mistura única de soul vintage e funk captura excepcionalmente a alma [do] filme.". Em 22 de novembro de 2019, uma música original do filme intitulada "Then There Were Two", interpretada por Ronson e Anderson .Paak, foi lançada. Dois dias depois, um álbum de extended play intitulado Mark Ronson Presents the Music of Spies in Disguise foi anunciado, apresentando cinco novas canções escritas para o filme, bem como "It Takes Two" de Rob Base & DJ E-Z Rock. O EP foi lançado digitalmente em 13 de dezembro de 2019, pela RCA Records.

#### Lista de faixas
| Número da faixa | Título                | Artista(s)                  | Duração |
| --------------- | --------------------- | --------------------------- | ------- |
| 1               | "Freak of Nature"     | Mark Ronson e Dodgr         | 3:27    |
| 2               | "Then There Were Two" | Mark Ronson e Anderson Paak | 02:32   |
| 3               | "Fly"                 | Lucky Daye                  | 2:43    |
| 4               | "They Gotta Go"       | Lil Jon                     | 3:18    |
| 5               | "Rocket Fuel"         | DJ Shadow com De La Soul    | 3:14    |
| 6               | "It Takes Two"        | Rob Base e DJ E-Z Rock      | 5:00    |
| Duração total:  | Duração total:        | Duração total:              | 20:14   |

## Lançamento
Spies in Disguise foi programado para ser lançado em 18 de janeiro de 2019 pela 20th Century Fox,  mas depois foi adiado para 19 de abril antes de ser transferido para a data de lançamento em 13 de setembro de 2019. Após a compra da Disney sobre a Fox, o filme foi adiado para 25 de dezembro de 2019.
O filme teve sua estreia mundial no El Capitan Theatre, em Hollywood, em 4 de dezembro de 2019.
O filme também foi o último filme de animação da Fox a ser lançado o nome da 20th Century Fox antes da The Walt Disney Company mudar o nome do estúdio para 20th Century Studios.

### Home media
Spies in Disguise foi lançado em Blu-ray, Ultra HD Blu-ray e DVD pela 20th Century Fox Home Entertainment em 10 de março de 2020.

## Recepção

### Bilheteria
Até o dia 16 de março de 2020, Spies in Disguise arrecadou US$66,8 milhões nos Estados Unidos e Canadá, e US$104,9 milhões em outros territórios, para um total mundial de US$171,6 milhões.
Nos Estados Unidos e Canadá, o filme foi lançado na quarta-feira, 25 de dezembro, junto com Adoráveis Mulheres e a ampla expansão de Jóias Brutas, e foi projetado para arrecadar US$19–23 milhões em 3.502 cinemas durante o fim de semana de estreia de cinco dias. O filme arrecadou US$4,8 milhões no dia de Natal e US$4,1 milhões no segundo dia. Ele chegou a fazer US$13,2 milhões durante o fim de semana de estreia, para um total de US$22,1 milhões durante o período de cinco dias do Natal, terminando em quinto lugar. Em seu segundo fim de semana, o filme arrecadou US$10,1 milhões, terminando em sexto. Em seu terceiro fim de semana, arrecadou US$5,1 milhões, caindo 50,9% em relação ao fim de semana anterior e terminando na 10ª posição.

### Crítica especializada
No site agregador de críticas Rotten Tomatoes, o filme mantém um índice de aprovação de 76% baseado em 122 comentários e uma classificação média de 6,5/10. O consenso crítico do site diz: "Uma aventura animada alegremente pouco exigente que é elevada por seu elenco de voz, Spies in Disguise é engraçado, rápido e familiar o suficiente para satisfazer.". O site Metacritic deu ao filme uma pontuação média ponderada de 54 de 100, com base em 22 críticos, indicando "críticas mistas ou médias". O público entrevistado pela CinemaScore deu ao filme uma nota média de "A–" em uma escala de A+ a F, enquanto os entrevistados pela PostTrak deram uma média de 3,5 de 5 estrelas.
Peter Bradshaw, do jornal britânico The Guardian, deu ao filme três de cinco estrelas, chamando-o de "divertida aventura familiar" e elogiando o trabalho de Smith e Holland.

Kwak Yeon-soo, um repórter do jornal sul-coreano em inglês The Korea Times, escreveu que o filme falhou em transmitir sua mensagem por causa de sua "narrativa sem brilho". Kwak também destacou que o filme tentou atrair o público ao colocar referências à cultura popular sul-coreana, e que acabou exemplificando a personalidade "esquisita" de Walter Beckett.